# Vrane
Vrane es un pueblo ubicado en la municipalidad de Arilje, en el distrito de Zlatibor, Serbia.

## Superficie
Posee una superficie de 7,709 kilómetros cuadrados.

## Demografía
Hasta 2011 la población era de 738 habitantes, con una densidad de población de 95,73 habitantes por kilómetro cuadrado.